# Міцний горішок 4.0
«Міцни́й горі́шок 4.0» (англ. «Live Free or Die Hard») — четвертий фільм із серії «Міцний горішок». Режисером став Лен Вайсман. Прем'єра картини відбулась 27 червня 2007 року. В США фільм вийшов під назвою «Live Free or Die Hard» (дослівно — «Живи вільним або помри в боротьбі»).
Слоган фільму — «Old habits Die Hard» (дослівно — «Старі звички важко вмирають»).

## Сюжет
Події фільму відбуваються через 12 років після попередньої частини.
Кілька хакерів створюють на замовлення якоїсь таємничої корпорації особливо ефективні програми зі зламу захищеної інформації. Згодом після цього їх починають вбивати одного за іншим, закладаючи вибухівку до їх комп'ютерів, яка активується за командою самого користувача. Таємнича корпорація виявляється групою кібертерористів на чолі з колишнім співробітником міністерства оборони Томасом Гебріелом. Використовуючи програми хакерів, вони зламують мережу ФБР і починають втілювати в життя план руйнування інфраструктури США.
Детектив Джон МакКлейн розлучився з дружиною і марно намагається налагодити і без того погані відносини з дорослою донькою Люсі, яка мешкає в Ратгерсі. Начальник Джона зв'язується з ним по рації, бачачи, що той в Нью-Джерсі, завдяки маячкам стеження на всіх машинах спецслужб і просить відправитися в сусідній округ Кемден. ФБР просить поліцію про допомогу і просить, щоб старший детектив забрав хакера Метью Фаррелла і привіз до Вашингтона для допиту. Але коли МакКлейн приїжджає в квартиру Фаррелла, на них нападають найманці корпорації. В ході боротьби випадково активується закладена вибухівка в комп'ютері Фаррелла і двоє найманців гинуть. Відбившись, МакКлейн і Фаррелл їдуть до Вашингтона.
Тим часом терористи відключають систему управління дорожнім рухом і створюють аварійну ситуацію в усіх урядових установах. МакКлейн знаходить заступника директора ФБР і намагається передати йому Фаррелла, але заступник директора повідомляє, що допитом хакерів займається інше відомство. У супроводі агентів ФБР МакКлейн і Фаррелл переміщуються по Вашингтону. Терористам вдалося визначити їх місцерозташування. Впізнавши в операторі ту, що спілкувалася з Фаррелом під час написання коду, Джон розуміє, що їх ведуть терористи і на зв'язок виходить сам Гебріел. Зламавши сервери соцзабезпечення, ватажок терористів дізнається все про Джона і пропонує МакКлейну самому вбити Фаррелла, в обмін на величезну пенсію та забезпечення дітей. Після грубої відмови Джона на знищення групи вони відправляють гелікоптер. Утікачі намагаються сховатися в тунелі, в той час як Гебріел влаштовує в ньому хаос, відключивши освітлення і відкривши в'їзд до тунелю по всіх смугах з двох кінців. Після масової ДТП, вцілілий Джон сідає в машину, розганяється і вистрибує з неї на ходу. Використовуючи термінали оплати в'їзду як трамплін він збиває машиною гелікоптер.
Дівчина Гебріела, Мей Лін, перевдягнувшись агентом ФБР, потрапляє на енергостанцію в Західній Вірджинії. Метью розгадав задум кібертерористів і туди згодом навідуються МакКлейн і Фаррелл. В сутичці МакКлейн вбиває Мей Лін, а Фаррелл намагається скасувати відключення енергопостачання східної частини США. Вони знову вступають в контакт з Гебріелом, і МакКлейн повідомляє йому про смерть його коханої. Оскаженілий Гебріел направляє по трубах на станцію природний газ, і вона тут же вибухає. Тим не менш, МакКлейн і Фаррелл встигають звідти вибратися.
На гелікоптері герої відправляються до давнього друга Фаррелла на прізвисько Відьмак в Балтимор, помічаючи, що половина східної частини країни залишилась без світла. Відьмак розповідає їм, що Гебріел раніше працював в АНБ і намагався довести, що система оборони США недосконала, проте його здібності там не оцінили і звільнили. Відьмак знайшов фрагмент коду, що писав Фаррел на серверах будівлі соцзабезпечення на околиці Балтимора у Вудлоні. Судячи з величезних градирень системи охолодження, в будівлі розташовано багато потужних серверів. Насправді це резервне сховище даних АНБ, куди стікається вся фінансова інформація США, в разі терористичної атаки на урядові установи, влаштованої Гебріелом, а Гебріел був автором цієї системи, про що не знав навіть заступник директора ФБР Боуман. Після спрацювання сигналізації у Вудлоні, заступник директора ФБР відправляє винищувач до будівлі АНБ. Відьмак намагається потрапити до мережі Гебріела, але колишній агент вираховує його і блокує цю спробу. Підключившись до вебкамери Відьмака він знову бачить МакКлейна. Джон намагається заговорити Гебріела, поки Відьмак намагається визначити його місцезнаходження, але від терориста МакКлейн дізнається, що Гебріел візьме у заручники його доньку. Відьмак визначає, що Гебріел у Вудлоні і Джон відправляється рятувати доньку.
Джон і Фаррелл потрапляють в будівлю АНБ, де Гебріел і його команда намагаються завантажити секретні дані з фінансової системи Америки. Фаррелл намагається цьому перешкодити і ставить на комп'ютер пароль. Гебріел забирає його та Люсі і їде. МакКлейну вдається застрибнути на дах вантажівки Гебріела, яку він бере під своє керування. Гебріел помічає це і, виявивши поряд винищувач, зламує його систему, даючи дозвіл на застосування зброї, і, заглушивши його рацію, видає себе за диспетчера, наказуючи F-35 знищити вантажівку з МакКлейном. Літак, використовуючи можливості вертикального злету, зависає і розстрілює вантажівку МакКлейна впритул, але уламки шляхопроводу, по якому їхала вантажівка, потрапляють в його двигун вертикального злету і винищувач втрачає керування. МакКлейн застрибує на хвостове крило винищувача, коли вантажівка падає в прірву. Пілот катапультується, МакКлейн зістрибує, з'їжджає уламками шляхопроводу вниз і виживає після вибуху літака. Він наздоганяє Гебріела в ангарі, з якого злочинці збиралися тікати. МакКлейн отримує кулю в плече, Гебріел приставляє пістолет до рани Джона, і каже, що вб'є Метью та його доньку і щоб він подивився на це. Джон натискає на палець Гебріела і вбиває його, простреливши ще раз своє плече. Після цього Метью вбиває другого терориста, який тримав Люсі.

## У ролях
- Брюс Вілліс — Джон Макклейн
- Джастін Лонг — Метью Фаррел
- Тімоті Оліфант — Томас Гебріел
- Меггі К'ю — Мей Лін
- Мері Елізабет Вінстед — Люсі МакКлейн
- Кліфф Кертіс — Боумен
- Кевін Сміт — Фредді/Ворлок
- Йорго Константин — Руссо
- Сиріл Раффаеллі — Ренд
- Джонатан Садовський — Трей
- Тім Расс — агент Саммерс
- Янсі Аріас — агент Джонсон
- Санґ Канґ — Радж
- Чад Стагелські — терорист

## Зйомки
Сюжет фільму заснований на давньому сценарії Девіда Марконі «WW3.com». Використовуючи статтю Джона Карліна «Прощавай, зброє» із журналу Wired, Марконі написав історію про атаку кібертерористів на США. Але після подій 9-11 проект був заморожений. Відновлений Дугом Річардсоном і згодом Марком Бомбаком тільки через декілька років у вигляді наступної частини «Міцного горішка».
У 2005 році Вілліс розповів, що фільм буде називатись «Міцний горішок 4.0» (Die Hard 4.0), так як його сюжет розгортається навколо різноманітних комп'ютерних технологій. 20th Century Fox пізніше анонсувала назву як «Live Free or Die Hard» (Живи вільно або помри в боротьбі), яка була заснована на девізі американського штату Нью-Гемпшир «Живи вільно або помри». В результаті у США фільм вийшов під назвою «Live Free or Die Hard», а за їх межами «Міцний горішок 4.0».
Зйомки почались в центрі Балтимора (Меріленд) 23 вересня 2006 року. 24 січня 2007 Вілліс отримав травму під час однієї з бойових сцен. Травма була несерйозною, і Вілліс просто пролежав вдома.
Каскадер-двійник Вілліса Ларрі Ріппенкройгер отримав серйозну травму, коли впав з двадцяти метрів на тротуар. Він розбив обличчя і зламав декілька кісток. Зйомки довелось на деякий час зупинити. Вілліс купив номер в готелі для батьків Ріппенкройгера і декілька разів відвідував його в лікарні.
На роль доньки МакКлейна пробувалось багато відомих актрис, включаючи Джессіку Сімпсон, Уафах Дюфор та Брітні Спірс. На роль також бажали попасти Періс Гілтон та Тейлор Фрай, яка зіграла доньку МакКлейна в першому фільмі 1988 року. В результаті роль Люсі дісталась Мері Елізабет Вінстед.
Одного з терористів грає відомий французький каскадер і трейсер Сиріл Раффаеллі. Його трюки в стилі паркур стали основою декількох бойових сцен (під час першої атаки терористів на МакКлейна, під час бійки в градирні та ін.).

## Нагороди та номінації
- 2007 — номінація на премію Teen Choice Awards у категорії «Choice Movie: Breakout Male» (Джастін Лонг)

## Касові збори
Під час показу в Україні, що розпочався 28 червня 2007 року, протягом перших вихідних фільм демонстрували на ? екранах, що дозволило йому зібрати $472,347 і посісти 1 місце в кінопрокаті того тижня. Фільм опустився на 3 сходинку наступного тижня, адже демонструвався вже на 73 екранах і зібрав за ті вихідні ще $170,134. Загалом фільм в кінопрокаті України зібрав $1 058 412, посівши 13 місце серед найбільш касових фільмів 2007 року.

## Цікаві факти
- В перекладі з польської, ім'я псевдоагента ФБР Мей Лін означає «гаряча дівка».
- У французькій версії, назва картини звучить як «Повернення в пекло».
- Роль сина головного героя дуже хотів зіграти Джастін Тімберлейк, який тривалий час вів переговори з творцями, однак вони не увінчались успіхом.
- В епізоді, де Джон знайомиться з агентом Джонсоном, він задає питання: «Що, ще один?». Це відсилка до двох ФБРівців з першої частини фільму.
- Режисер картини зіграв у фільмі роль хакера. Під час титрів, з його прізвища Smith поступово зникає «m», утворюючи слово «сітхи». Це відсилка до героїв «Зоряних воєн», прихильником яких є не тільки сам виконавець, але і його персонаж (про що можна припустити за сценою у підвалі).
- Коли Метт працює за клавіатурою, на неї падає іграшковий термінатор, що є відсилкою до виконавчого продюсера і композитора картини, які працювали над відповідними фільмами про роботів.
- Зйомки епізодів з Кевіном Смітом зайняли лише п'ять днів.
- Персонаж Гебріел говорить, що головний герой завжди з'являється не в тому місці і не в той час. Дана фраза є слоганом другої частини фільму.
- Гру «Gears of War» було показано в картині двічі — в перших сценах за нею проводить час хлопець, а далі ми бачимо її на екрані монітору командного центра Ворлока.
- По телевізору Метта транслюється кліп гурту Flyleaf до пісні «I'm So Sick».
- Більшість трюків свого персонажу виконавець головної ролі виконав самостійно.
- Рання версія сценарію має ряд розбіжностей з фінальною. Так, події відбуваються на островах, куди герой прибуває, щоб забрати доньку. Доросла дівчина працює нічною танцівницею. Батько майже не приділяв уваги не тільки її матері, але і їй самій. Тепер життю доньки загрожує якийсь японець. Герой практично не використовує зброї, більше того — володіючи лише одним пістолетом, він лише двічі його використовує, решту часу долаючи противників врукопашну.

## Помилки у фільмі
- В епізоді, де на електростанції головний герой бореться з Лін, у неї розпадається зачіска. В наступному кадрі дівчина викидає противника у вікно, а її волосся із розпущених на мить знову збирається в пучок.
- Коли один із персонажів вистрибує з гелікоптера і падає на автомобіль, він втрачає навушники. Підіймається чоловік знову в них, однак через декілька секунд знімає пристрій з голови.
- При перевезенні на тягачі, Джон збиває декілька автомобілів. Через ці зіткнення вантажівка сильно пошкоджується, однак коли через кілька хвилин в нього з літака летить ракета, всі нерівності просто зникають.